# Центральный (стадион, Красноярск)
Центральный стадион Красноярского училища олимпийского резерва — мультиспортивный стадион, расположенный в российском городе Красноярске. Вмещает в себя 15 тысяч человек. Является домашней ареной для футбольного клуба «Енисей» и национальной сборной России по регби. Также на Центральном проводят наиболее важные матчи многолетние лидеры Чемпионата России по регби красноярские клубы «Красный Яр» и «Енисей-СТМ».

## История
Строился в течение 2,5 лет под руководством архитектора Виталия Орехова. Был открыт в 1967 году. Вместимость на тот момент составляла 35 тысяч человек.
В 1982 году во время открытия Зимней спартакиады на стадионе произошла давка, из-за которой несколько человек погибло и до 100 человек было травмировано.
11 марта 2014 года было объявлено о закрытии стадиона на капитальный ремонт.
На Центральном стадионе был сыгран первый в истории российского регби еврокубковый матч — в Европейском Регбийном Кубке Вызова в ноябре 2015 года «Енисей-СТМ» принимал ирландский «Коннахт». Красноярский клуб уступил со счётом 14-31.
В 2018 году стадион был серьёзно реконструирован.
Вместе с «Ареной-Север» и другими имеющимися и планируемыми к реконструкции или постройке объектами города для зимних видов спорта и Сибирским Федеральным Университетом стадион стал базой для проведения XXIX Всемирной Зимней Универсиады-2019.

## Реконструкция
6 апреля 2017 года Главгосэкспертиза России одобрила проект реконструкции стадиона. Одобренный проект предусматривал реставрацию арены и вспомогательных объектов, относящихся к ней, усиление технических конструкций, перепланировку и отделку внутренних помещений, а также — в соответствии с требованиями норм противопожарной безопасности — замену всех посадочных мест. В рамках реализации проекта планировалось отремонтировать мачты электроосвещения стадиона и благоустроить прилегающую территорию. В целях предотвращения угрозы террористических актов на объекте установлены современные средства антитеррористической защиты.
Общая вместимость трибун на время проведения Универсиады составила 12000 мест, при последующей эксплуатации — 15000. При этом на стадионе обустроены две трибуны, предназначенные для людей с ограниченными физическими возможностями.
Реконструкция завершилась в конце ноября 2018 года. Команда «Енисей» вернулась на стадион 22 сентября 2018 года, сыграв домашний матч 8-го тура РПЛ против екатеринбургского «Урала» (1:2).
В августе 2023 года на стадионе было заменено покрытие поля на искусственный газон. Полное обновление футбольного поля на стадионе было завершено 4 сентября 2023 года и осуществлено впервые с 1992 года, также были заменены дренаж, системы полива и подогрева поля.

## Характеристики стадиона
- Вместимость 15 000 человек.
- Футбольное поле площадью 7 700 м² (105 м × 68 м).
- 8 беговых треков 400×10 м
- 4 сектора для прыжков в длину.
- 2 сектора для прыжков в высоту.
- Сектор для прыжков с шестом.
- Секторы для метания копья, диска и прыжков без разбега.

## Координаты
Адрес: г. Красноярск, Остров Отдыха, 15а. Телефон: (391) 236-36-20, (391) 266-85-24